# Pilot 742 SE
'
Pilot 742 SE är en svensk lotsbåt som byggdes 1997 som Tjb 742 av AB Hasse Westers Mekaniska Verkstad, Jordfall, Uddevalla kommun för Sjöfartsverket i Norrköping. Tjb 742 stationerades vid Marstrands lotsplats. År 2005 döptes båten om till Pilot 742 SE. År 2009 byttes huvudmaskinerna ut till 2 st Volvo Penta D13. Maskinerna monterades som ett fältprov för Volvo Penta. År 2010 byttes maskinerna ut mot två likadana, då de som monterades året innan skulle tillbaka till Volvo Penta för utvärdering. 